# Verbandsgemeinde Hunsrück-Mittelrhein
La comunità amministrativa Hunsrück-Mittelrhein (Verbandsgemeinde Hunsrück-Mittelrhein) si trova nel circondario del Reno-Hunsrück nella Renania-Palatinato, in Germania.
La comunità amministrativa è stata costituita nel 2020 dalla fusione delle comunità amministrative di 
Emmelshausen e Sankt Goar-Oberwesel e comprende 50 comuni.

## Comuni
Fanno parte della comunità amministrativa i seguenti comuni:
| Comune, città                         | Sup. (km²) | Abitanti |
| ------------------------------------- | ---------- | -------- |
| Badenhard                             | 3,00       | 146      |
| Beulich                               | 13,28      | 492      |
| Bickenbach                            | 6,39       | 351      |
| Birkheim                              | 2,30       | 143      |
| Damscheid                             | 15,10      | 661      |
| Dörth                                 | 5,15       | 521      |
| Emmelshausen, città                   | 7,91       | 4 980    |
| Gondershausen                         | 13,45      | 1 285    |
| Halsenbach                            | 10,04      | 1 301    |
| Hausbay                               | 3,24       | 210      |
| Hungenroth                            | 6,02       | 271      |
| Karbach                               | 4,98       | 642      |
| Kratzenburg                           | 7,15       | 396      |
| Laudert                               | 6,17       | 432      |
| Leiningen                             | 5,75       | 719      |
| Lingerhahn                            | 6,01       | 514      |
| Maisborn                              | 1,47       | 126      |
| Mermuth                               | 4,92       | 234      |
| Morshausen                            | 7,56       | 344      |
| Mühlpfad                              | 1,39       | 63       |
| Ney                                   | 5,60       | 370      |
| Niederburg                            | 6,78       | 667      |
| Niedert                               | 2,21       | 126      |
| Norath                                | 3,30       | 487      |
| Oberwesel, città                      | 18,08      | 2 813    |
| Perscheid                             | 18,51      | 324      |
| Pfalzfeld                             | 5,27       | 616      |
| Sankt Goar, città                     | 22,93      | 2 783    |
| Schwall                               | 1,77       | 315      |
| Thörlingen                            | 2,24       | 144      |
| Urbar                                 | 3,55       | 699      |
| Utzenhain                             | 4,47       | 111      |
| Wiebelsheim                           | 7,32       | 532      |
| Verbandsgemeinde Hunsrück-Mittelrhein | 233,47     | 23 818   |

(Abitanti al 31 dicembre 2021)